# Święty Jan Chrzciciel (obraz El Greca)
Święty Jan Chrzciciel – obraz olejny hiszpańskiego malarza pochodzenia greckiego Dominikosa Theotokopulosa, znanego jako El Greco. Dzieło zdobi ołtarz kościoła bernardynów Santo Domingo de Silos w Toledo
Wizerunek Jana Chrzciciela znajdował się po lewej stronie głównego obrazu ołtarzowego Wniebowzięcia Marii. Naga postać świętego z wyraźnie zarysowaną anatomią o anachoretycznym ciele, wskazuje na bliskie związki artysty ze sztuką flamandzką. Realistycznie odtworzone elementy anatomiczne: wielkie stopy, ręce o wypukłych żyłach, chude ramiona z twardymi mięśniami, szeroka wklęsła pierś, obojczyki tworzące ciemne ramy przy potężnej szyi mogą wskazywać, iż El Greco posiłkował się rzeczywistym anonimowym modelem.